# Tang Xingqiang
Tang Xingqiang (汤星强S, Tāng XīngqiángP; Ningde, 11 agosto 1995) è un velocista cinese.
Nel suo palmarès vanta una medaglia d'oro nella staffetta 4×100 metri ai campionati asiatici di Bhubaneswar 2017.

## Biografia
Compie il suo debutto internazionale ai campionati asiatici di Wuhan 2015, dove raggiunge le semifinali dei 200 metri piani.
Pur non partecipando nelle gare individuali dei Giochi olimpici di Rio de Janeiro 2016 riesce ad entrare a far parte della staffetta 4×100 metri, assieme a Xie Zhenye, Su Bingtian e Zhang Peimeng, guidando il quartetto a un 37"82 in qualifica (record asiatico) e ad un quinto posto in finale. Il primato verrà migliorato dalla squadra giapponese nel corso della medesima competizione, ma rimane imbattuto a livello nazionale.

## Progressione

### 100 metri piani
| Stagione | Tempo | Luogo    | Data      | Rank. Mond. |
| -------- | ----- | -------- | --------- | ----------- |
| 2016     | 10"30 | Shanghai | 14-5-2016 |             |

### 200 metri piani
| Stagione | Tempo | Luogo     | Data      | Rank. Mond. |
| -------- | ----- | --------- | --------- | ----------- |
| 2014     | 21"48 | Hong Kong | 28-6-2014 |             |

## Palmarès
| Anno | Manifestazione      | Sede           | Evento      | Risultato  | Prestazione | Note                                     |
| ---- | ------------------- | -------------- | ----------- | ---------- | ----------- | ---------------------------------------- |
| 2015 | Campionati asiatici | Wuhan          | 200 m piani | Semifinale | 21"06       |                                          |
| 2016 | Giochi olimpici     | Rio de Janeiro | 4×100 m     | 4º         | 37"90       |                                          |
| 2017 | World Relays        | Nassau         | 4×100 m     | Bronzo     | 39"22       |                                          |
| 2017 | World Relays        | Nassau         | 4×200 m     | 6º         | 1'22"91     |                                          |
| 2017 | Campionati asiatici | Bhubaneswar    | 100 m piani | Finale     | dq          |                                          |
| 2017 | Campionati asiatici | Bhubaneswar    | 4×100 m     | Oro        | 39"38       |                                          |
| 2021 | Giochi olimpici     | Tokyo          | 4×100 m     | Bronzo     | 37"79       | [ 5 ] [ 6 ]                              |
| 2022 | Mondiali            | Eugene         | 4×100 m     | Batteria   | 38"83       | Miglior prestazione personale stagionale |